# Lemuel Cornick Shepherd mlajši
Lemuel Cornick Shepherd mlajši, ameriški general marincev, * 10. februar 1896, Norfolk, Virginija, ZDA, † 6. avgust 1990, La Jolla, Kalifornija. 

## Življenjepis
Diplomiral je na Virginia Military Institute. 11. aprila 1917 je bil sprejet v Korpus mornariške pehote Združenih držav Amerike kot poročnik. Aktivno službo je začel 19. maja istega leta v marinski vojašnici Port Royal (Južna Karolina).
Manj kot mesec pozneje je s 5. marinskim polkom (del AEF) odplul proti Franciji. V bojih je bil trikrat ranjen in večkrat odlikovan.
Po služenju v Vojski okupacije v Nemčiji se je vrnil v ZDA julija 1919. Septembra istega leta se je vrnil v Francijo, kjer je začel pripravljati zemljevide bojev 4. marinske brigade. 
Delo v Franciji je končal decembra 1920, ko je bil dodeljen Beli hiši kot adjutant komandanta. Julija 1922 je postal poveljnik čete med brazilsko ekspedicijo, ki je bila nameščena v Riu de Janeiru.
Junija 1923 je postal poveljnik marinskega odreda na USS Idaho. Nato je bil premeščen v marinsko vojašnico Norfolk, kjer je poveljeval Sea School. Aprila 1927 je bil poslan s 3. marinsko brigado na Kitajsko.
1929 se je vrnil v ZDA in bil poslan na Naval War College (Newport, Rhode Island); šolanje je končal maja 1937, ko je bil imenovan za poveljnika 2. bataljona 5. marinskega polka; del novoustanovljene Flote mornariških sil (FMF) Atlantik, kjer je bil zaposlen z razvojem izkrcevalnih taktik in tehnologije.
Junija 1939 je bil premeščen v štab Marine Corps Schools (Quantico, Virginija), kjer je naslednja tri leta služil kot direktor Dopisniške šole, načelnik Sekcije za taktiko, vodstveni častnik Razreda kandidatov in pomočnik komandanta.
Marca 1942 je postal poveljnik 9. marinskega polka 3. marinske divizije.
Julija 1943 je postal pomočnik divizijskega poveljnika 1. marinske divizije. Maja 1944 je prevzel poveljstvo 1. začasne marinske brigade, ki jo je vodil med bitko za Guam.
Ko je reorganiziral brigado v 6. marinsko divizijo, ji je poveljaval med bitko za Okinavo. Nato je bil poslan z divizijo na Kitajsko, kjer je sprejel vdajo japonskih sil v območju Tsingtaa.  
Nekaj mesecev pozneje se je vrnil v ZDA, kjer je marca 1946 organiziral Troop Training Command, Amfibicijska sila, Atlantske flote (Little Creek, Virginija). 1. novembra istega leta je postal pomočnik komandanta in načelnik štaba HQMC. To je opravljal do aprila 1948, ko je postal poveljnik Marine Corps Schools (do junija 1950).
Ob začetku korejske vojne je postal poveljnik FMF Pacifik (Pearl Harbor). Sodeloval je pri izkrcanju pri Inčonu in evakuaciji sil iz Hungmana (po umiku iz čosinskega rezervoarja decembra 1950). 1. januarja 1952 je postal komandant Korpusa mornariške pehote Združenih držav Amerike po predlogu predsednika ZDA Trumana. 
Bil je prvi komandant korpusa, ki je postal član Združenega štaba OS ZDA.
Dva meseca po upokojitvi je bil reaktiviran in imenovan za predsednika Odbora za interameriško obrambo; to je opravljal do 15. septembra 1959, ko se je ponovno upokojil.
Umrl je 6. avgusta 1990 v La Jolli (Kalifornija) zaradi kostnega raka. Pokopan je na pokopališču Arlington

## Odlikovanja
- mornariški križec;
- Distinguished Service Cross;
- Distinguished Service Medal z dvema zlatima zvezdama;
- legija za zasluge z hrastovim listom;
- srebrna zvezda z dvema hrastovima listoma (Francija 1918 in Koreja 1950);
- bronasta zvezda (Kitajska 1945);
- škrlatno srce z dvema hrastovima listoma (Francija 1918) in eno zlato zvezdo (Okinava);
- Presidential Unit Citation s tremi bronastimi zvezdami (Okinava, Koreja);
- Navy Unit Commendation z eno bronasto zvezdo in ploščicama Guam in Cape Gloucester;
- Victory Medal World War I s štirimi bronastimi zvezdami in ploščicami Aisne-Marne, St. Mihiel, Meuse-Argonne in Defensive Sector (Francija 1918);
- Expeditionary Medal with one Bronze Star, China 1927–1928, Haiti 1930;
- Yangtze Service Medal, Shanghai, China, 1927;
- American Defense Service Medal;
- American Campaign Medal;
- Asiatic-Pacific Campaign Medal s štirimi bronastimi zvezdami;
- China Service Medal, 1945;
- Victory Medal World War II;
- Navy Occupation Service Medal; 1945;
- National Defense Service Medal;
- Korean Service Medal with two Bronze Stars;
- United Nations Service Medal;
- Croix de Guerre s pozlačeno zvezdo (Francija, 1918);
- Fourragere (Francija, 1918);
- Medaille pour la Bravoure Militaire s prekrižanama mečema in palmo (Črna gora);
- Haitian Order of Honor and Merit;
- Haitian Distinguished Service Medal;
- Order of the Cloud and Banner, Second Grade, China;
- Republic of Korea Order of Military Merit Taiguk Medal with Gold Star;
- Korean Presidential Unit Citation;
- Bronze Plaque with Diploma Commemorative Especial, Brazil 1922–1923;
- Naval Order of Merit, Grand Officer Argentine 1955;
- Naval Order of Merit, Grand Officer Brazil 1955;
- Grand Cross of Naval Merit of Spain 1955;
- Abdon Calderon, First Class, Republic of Ecuador 1956;
- Military Order of the Ayacucho, Grand Officer, Peru 1956;
- Grand Cross, National Order of Merit of Paraguay 1956;
- Military Medal of the Army, First Class Chile, 1956;
- Medal of Military Merit of Mexico, First Class of 1956;
- legija časti, stopnja poveljnika (Francija, 1957);
- Brazilian Order of Military Merit, Degree of Grand Officer, 1959;
- Commander of the Order of Couronne, Belgium, 1959;
- National Order of Military Merit of Paraguay, Grade of Grand Officer, 1959.

## Napredovanja
- 11. april 1917 - poročnik